# Château de Saint-Léger
Pour les articles homonymes, voir Château de Saint-Léger (Saint-Léger-les-Mélèzes) et Château de Saint-Léger (Le Plessis-Sainte-Opportune).
Le château de Saint-Léger est situé sur la commune de Charnay-lès-Mâcon en Saône-et-Loire, à l'extrémité est d'une éminence rocheuse et en partie boisée dominant la vallée de la petite Grosne.

## Description
Les bâtiments entourent une cour rectangulaire à laquelle on accède par une tour-porche percée d'une porte charretière à linteau en arc segmentaire accostée d'une porte piétonne, au-dessus desquelles on devine encore les fentes de balanciers des pont-levis et passerelle auxquels a été substitué un pont dormant en pierre. Une tour ronde, à base légèrement talutée, et deux tours rectangulaires, flanquent trois des angles de ce quadrilatère.
Le corps de logis, qui s'appuie à la courtine nord, est desservi par un escalier à vis et percé de baies à meneaux et croisillons. Les communs occupent le flanc sud. Il s'y trouve une cheminée portant le millésime 1645. Une galerie à arcades construite au XIXe siècle relie les pavillons orientaux. Au nord, hors de l'enceinte, des cuvages et logements de vignerons ont été bâtis à l'emplacement de l'ancienne église paroissiale démolie en 1796.
Le château, propriété privée, ne se visite pas.

## Historique
- début XIVe siècle : existence attestée de seigneurs de Saint-Léger
- 1324 : construction du château
- seconde moitié du XVe siècle : aux Saint-Léger, succèdent les Sagié
- 1595 : par mariage, la terre passe à Jean Siraudin, célèbre dans la région pour ses brigandages et qui accroît ses domaines de manière significative
- 1642 : le précédent est contraint de vendre à Claude de Meaux, seigneur de Marbé
- 1682 : la veuve de ce dernier laisse la seigneurie à Salomon Chesnard de Layé
- 1785 : la famille Chesnard de Layé vend la propriété à Françoise Bellon, veuve de Jacques Ratton, seigneur de Condemines
- 1824 : Lucie Ratton, épouse de Louis-Aimé Aujas, maire de Mâcon, après être parvenue à conserver ses biens pendant la période révolutionnaire, meurt au château
- XIXe siècle : restaurations